# Таллагома (Теннессі)
Таллагома (англ. Tullahoma) — місто (англ. city) в США, в округах Коффі і Франклін штату Теннессі. Населення — 20 339 осіб (2020).

## Географія
Таллагома розташована за координатами 35°22′24″ пн. ш. 86°13′6″ зх. д. / 35.37333° пн. ш. 86.21833° зх. д. (35.373311, -86.218277).  За даними Бюро перепису населення США в 2010 році місто мало площу 61,02 км², з яких 60,84 км² — суходіл та 0,18 км² — водойми.

### Клімат
| Клімат : Таллагома    | Клімат : Таллагома | Клімат : Таллагома | Клімат : Таллагома | Клімат : Таллагома | Клімат : Таллагома | Клімат : Таллагома | Клімат : Таллагома | Клімат : Таллагома | Клімат : Таллагома | Клімат : Таллагома | Клімат : Таллагома | Клімат : Таллагома | Клімат : Таллагома |
| Показник              | Січ.               | Лют.               | Бер.               | Квіт.              | Трав.              | Черв.              | Лип.               | Серп.              | Вер.               | Жовт.              | Лист.              | Груд.              | Рік                |
| Середній максимум, °C | 10,0               | 11,7               | 16,7               | 21,7               | 26,1               | 30,0               | 31,7               | 31,1               | 28,9               | 22,8               | 15,6               | 10,6               | 21,7               |
| Середній мінімум, °C  | −0,6               | 0,0                | 3,9                | 8,3                | 12,2               | 17,2               | 18,9               | 18,3               | 15,0               | 8,3                | 2,8                | 0,0                | 8,9                |
| Норма опадів, мм      | 142                | 132                | 152                | 122                | 102                | 104                | 127                | 97                 | 84                 | 74                 | 99                 | 142                | 1372               |
| --------------------- | ------------------ | ------------------ | ------------------ | ------------------ | ------------------ | ------------------ | ------------------ | ------------------ | ------------------ | ------------------ | ------------------ | ------------------ | ------------------ |
| Джерело: Weatherbase  |                    |                    |                    |                    |                    |                    |                    |                    |                    |                    |                    |                    |                    |

## Демографія
Згідно з переписом 2010 року, у місті мешкало 18 655 осіб у 7717 домогосподарствах у складі 5161 родини. Густота населення становила 306 осіб/км².  Було 8557 помешкань (140/км²).
Расовий склад населення:
| - 88,1 % — білих - 7,0 % — чорних або афроамериканців - 1,2 % — азіатів - 0,2 % — корінних американців - 1,1 % — осіб інших рас |

До двох чи більше рас належало 2,5 %. Частка іспаномовних становила 3,1 % від усіх жителів.
За віковим діапазоном населення розподілялося таким чином: 24,6 % — особи молодші 18 років, 58,2 % — особи у віці 18—64 років, 17,2 % — особи у віці 65 років та старші. Медіана віку мешканця становила 40,5 року. На 100 осіб жіночої статі у місті припадало 90,4 чоловіків;  на 100 жінок у віці від 18 років та старших — 86,1 чоловіків також старших 18 років.
Середній дохід на одне домашнє господарство  становив 52 792 долари США (медіана — 35 798), а середній дохід на одну сім'ю — 64 836 доларів (медіана — 46 291). Медіана доходів становила 43 641 долар для чоловіків та 30 990 доларів для жінок. За межею бідності перебувало 19,5 % осіб, у тому числі 28,6 % дітей у віці до 18 років та 7,8 % осіб у віці 65 років та старших.
Цивільне працевлаштоване населення становило 7909 осіб. Основні галузі зайнятості: виробництво — 23,2 %, освіта, охорона здоров'я та соціальна допомога — 18,5 %, роздрібна торгівля — 13,3 %, мистецтво, розваги та відпочинок — 11,4 %.